# Simon Vinkenoog
Simon Vinkenoog (Amsterdam, 18 juli 1928 – aldaar, 12 juli 2009) was een Nederlands schrijver, dichter en voordrachtskunstenaar.

## Levensloop

### Jonge jaren
Vinkenoog werd op 18 juli 1928 om 9:10 uur geboren als enig kind van Hendrik Albertus Vinkenoog en Anna van Meel. Na de scheiding van zijn ouders in 1937 groeide hij op bij zijn moeder in de Amsterdamse wijk De Pijp.
In 1944 behaalde hij zijn Mulo-diploma en trad hij in dienst van uitgeverij Querido. Hij verwekte een kind, trouwde en trok in bij zijn schoonmoeder. Binnen een half jaar liep de relatie stuk en verhuisde Vinkenoog terug naar het huis van zijn moeder. In 1948 ging hij met zijn aanstaande tweede vrouw, de acht jaar oudere Judith, naar Parijs waar hij ging werken voor UNESCO, als medewerker op de afdeling boeken en publicaties.

### Vijftigers
Op 21-jarige leeftijd begon hij het Nederlandse literaire blad Blurb. De titel verklaarde hij als volgt: "Wij geloven niet meer in het vinden van scabreuze woorden in nog niet bestaande woordenboeken en wij hebben dus gekozen: blurb. Waarvan één betekenis gebrabbel is". Over zijn uitgangspunten schreef hij: "Onze mogelijkheden zijn nog ongelimiteerd, al moeten wij ons verdedigen tegen uiterst links en uiterst rechts en nochtans het gevaarlijke midden mijden".
In de periode 1950-'51 verschenen van dit blad acht nummers, gestencild en in kleine oplage. Tot nr. 4 gaf Vinkenoog het tijdschrift vanuit Parijs als eenmanspublicatie uit. Daarna werkten andere experimentele schrijvers mee, zoals Hans Andreus, Armando, Hugo Claus, Lucebert en Paul Rodenko. Ook werd werk van Jan Hanlo en W.F. Hermans in het blad gepubliceerd, evenals poëzie van de in 1950 jong gestorven Hans Lodeizen.
Op 1 juni 1951 verscheen het achtste en laatste nummer met de woorden: "Laten we het mooi houden, er vooral geen literatuur van maken". Samen met Braak luidde Blurb het tijdperk van de Vijftigers in. In 1951 publiceerde Vinkenoog de roemruchte bloemlezing Atonaal, die geldt als het eerste publieke manifest van de Vijftigers, die zich atonale dichters noemden.
In 1950 debuteerde hij als dichter met Wondkoorts in de poëziereeks De Windroos.

### Latere leven

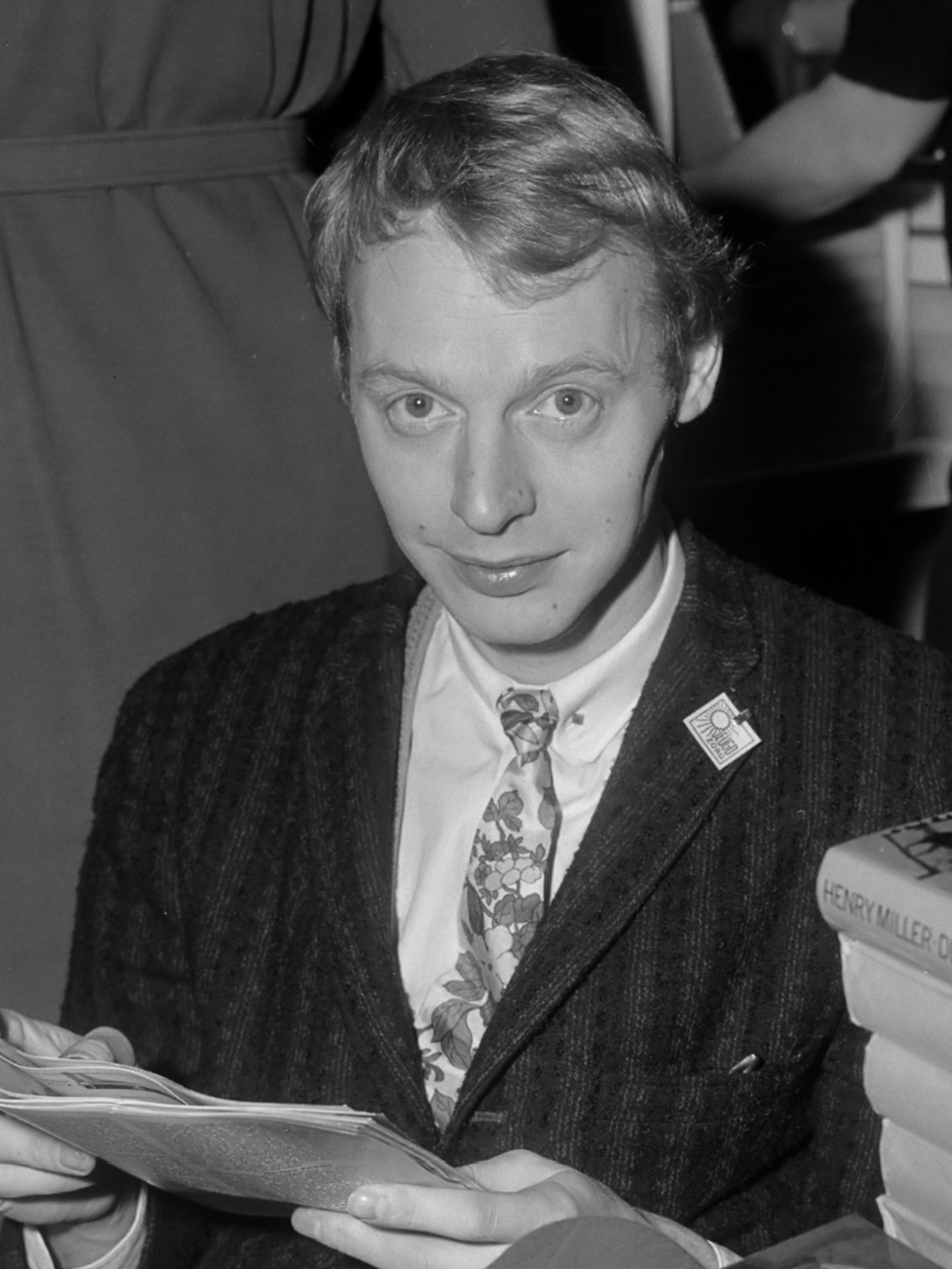
Simon Vinkenoog (1966)

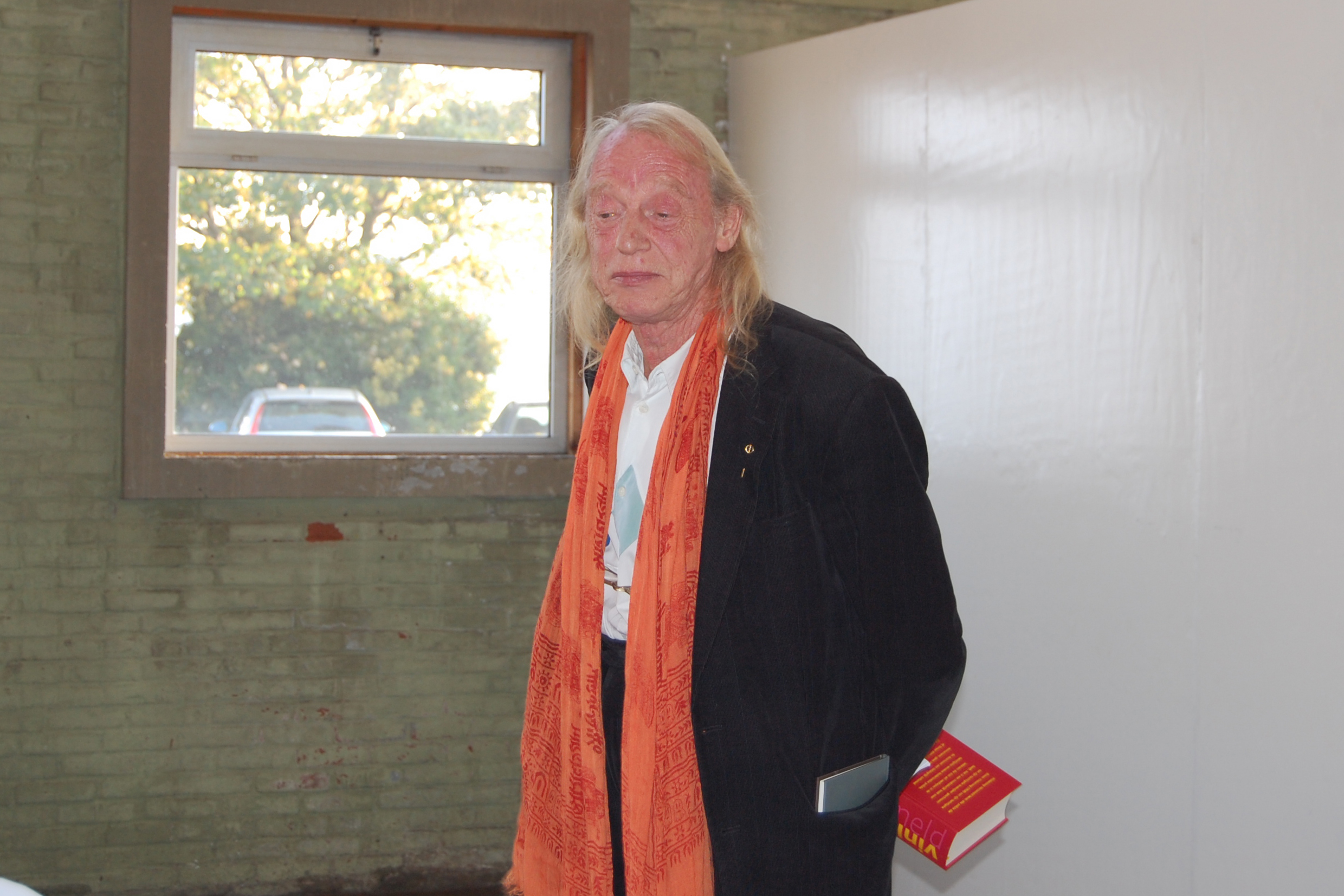
Vinkenoog bij de uitgave van Vinkenoog Verzameld in Hotel de Goudfazant op 12 oktober 2008.

In de loop der jaren ontwikkelde hij zich steeds meer als een performer die in talloze optredens een grote bijdrage leverde aan de belangstelling voor de poëzie. Door de intensiteit en het enthousiasme waarmee hij sprak over onderwerpen als seks, drugs en rock-'n-roll, werd hij een verpersoonlijking van de hippiegeneratie, wat hij tot het eind toe gebleven is.
Op 28 februari 1966 organiseerde Vinkenoog "Poëzie in Carré", een manifestatie waaraan een groot aantal Nederlandse dichters deelnam en waar aan hem verwante geesten als Jules Deelder en Johnny the Selfkicker doorbraken als dichter en performer.
Vinkenoog deed veel ervaring op met hallucinogene middelen, nadat hij in 1959 onder medisch toezicht voor onderzoek enige malen lsd had ingenomen. Oprichter Ted Klautz van het esoterische tijdschrift Bres vroeg hem in 1968 om een artikel over lsd. Tot 2004 volgde een lange reeks bijdragen in de rubriek Wereld in beweging.
In 1969 schreef Simon Vinkenoog samen met Boudewijn de Groot de tekst voor de single Captain Decker en de B-kant Steps into space van De Groots Engelstalige groep The Tower. Dit nummer werd in gewijzigde vorm, met de stem van Vinkenoog die de (Engelstalige) tekst voordraagt, in 1994 heruitgebracht door de Nederlandse band Shine van Richard Janssen.
In 1993 werd de eerste Johnny van Doornprijs aan hem toegekend.
In de jaren 60 en 70 werd Simon Vinkenoog mede door zijn optredens op "lezeravonden" ook een populaire auteur onder scholieren die boeken van hem lazen voor hun verplichte boekenlijst en graag met hem correspondeerden over zijn werk. Omdat het reageren op fanmail nogal tijdrovend kon zijn, bedacht hij de tactvolle reactie dergelijke briefschrijvers dan maar met elkaar in contact over zijn werk te brengen.
Vinkenoog was columnist van twee Nederlandse cannabistijdschriften die voornamelijk via coffeeshops werden verspreid: Highlife  (van 1991 tot 1996) en EssensiE  (van 1996 tot aan zijn overlijden). Zijn plek in EssensiE werd na zijn overlijden overgenomen door zijn vrouw Edith Ringnalda.
Begin 2006 had hij samen met de eenmansband Spinvis een nieuw project, waarbij Vinkenoog gedichten voorlas. Hiervan is een cd verschenen, genaamd Ja! (waarop wederom een versie van Captain Decker uit 1969 is uitgebracht, nu onder de titel Flying Dutchman). In juli 2008 verscheen de opvolger, Ritmebox.
Eden was de naam van zijn tuinhuis op het volkstuinenpark Buitenzorg in Amsterdam-Noord. Simon Vinkenoog en Edith woonden er jaarlijks vanaf het voorjaar tot in oktober. Op het park was hij altijd aanwezig bij de opening van tentoonstellingen en speelde mee met de bingo in de kantine.

### Overlijden
Vanwege problemen met de bloedvaten en ondraaglijke pijn werd op 19 juni 2009 in het Onze Lieve Vrouwe Gasthuis in Amsterdam-Oost het rechteronderbeen van Vinkenoog geamputeerd. Hoewel artsen hem vanwege zijn leeftijd niet in staat achtten tot revalidatie met een prothese en hem voorbereidden op een rolstoel en op opname in een verpleeghuis, was Vinkenoog vastbesloten weer te kunnen lopen met een kunstbeen. Hij herstelde aanvankelijk goed en hoopte "met Edith aan mijn zijde bij mooi weer mijn 81ste verjaardag [...] in het tuinpark [te] vieren met enkele uitverkoren vrienden en verwanten", maar op 10 juli 2009 kreeg hij in het Revalidatiecentrum Amsterdam (tegenwoordig Reade) aan de Overtoom een hersenbloeding en raakte in coma. Vrijwel direct was duidelijk dat de situatie uitzichtloos was. Door een grote hoeveelheid bloed in de hersenen waren alle functies, behalve hartslag en ademhaling, uitgevallen. Vinkenoog overleed op 12 juli 2009 om 1:40 uur in het VU medisch centrum in Amsterdam.
Hij werd op 18 juli 2009 (die zijn 81e verjaardag had zullen zijn) begraven op de Begraafplaats Sint Barbara in Amsterdam-West. Op deze begraafplaats is hij vijf maal "dichter van dienst" geweest bij de uitvaart van eenzame overledenen. Vooraf werd zijn kist rondgedragen over het volkstuinenpark Buitenzorg in Amsterdam-Noord. Na de uitvaart werd in het kunstenaarsdorp Ruigoord een vreugdevuur ontstoken. Vinkenoog had eerder de wens uitgesproken hier verbrand te worden om zo van de wereld te verdwijnen.

## Persoonlijk
Vinkenoog trad zesmaal in het huwelijk, achtereenvolgens: in 1946 met Jenny Lefevere (1927-), in 1950 met Judic Cohen (1920-2011), in 1958 met Ilse (Niesje) Monsanto (1937-1989), in 1964 met Reineke van der Linden (1943-2016), in de jaren 70/80 met Barbara (Maria) Mohr (1937-) en in 1989 met Edith Ringnalda (1954-). Zijn laatste huwelijk werd op 1 september 1989 gesloten door de Amsterdamse burgemeester Ed van Thijn. Met Ringnalda was Vinkenoog samen tot zijn overlijden in 2009.
Hij had vier kinderen:
- zoon Robert (1947, moeder Jenny Lefevere)
- zoon Alexander (1961, moeder Ilse Monsanto)
- dochter Anna-Sunya (1973, moeder Barbara Mohr)
- zoon Arthur (1978, moeder Barbara Mohr)

Via Barbara Mohr was hij vader van twee stiefdochters, geboren in haar eerdere huwelijk met provoactivist Bart Huges.

## Werk

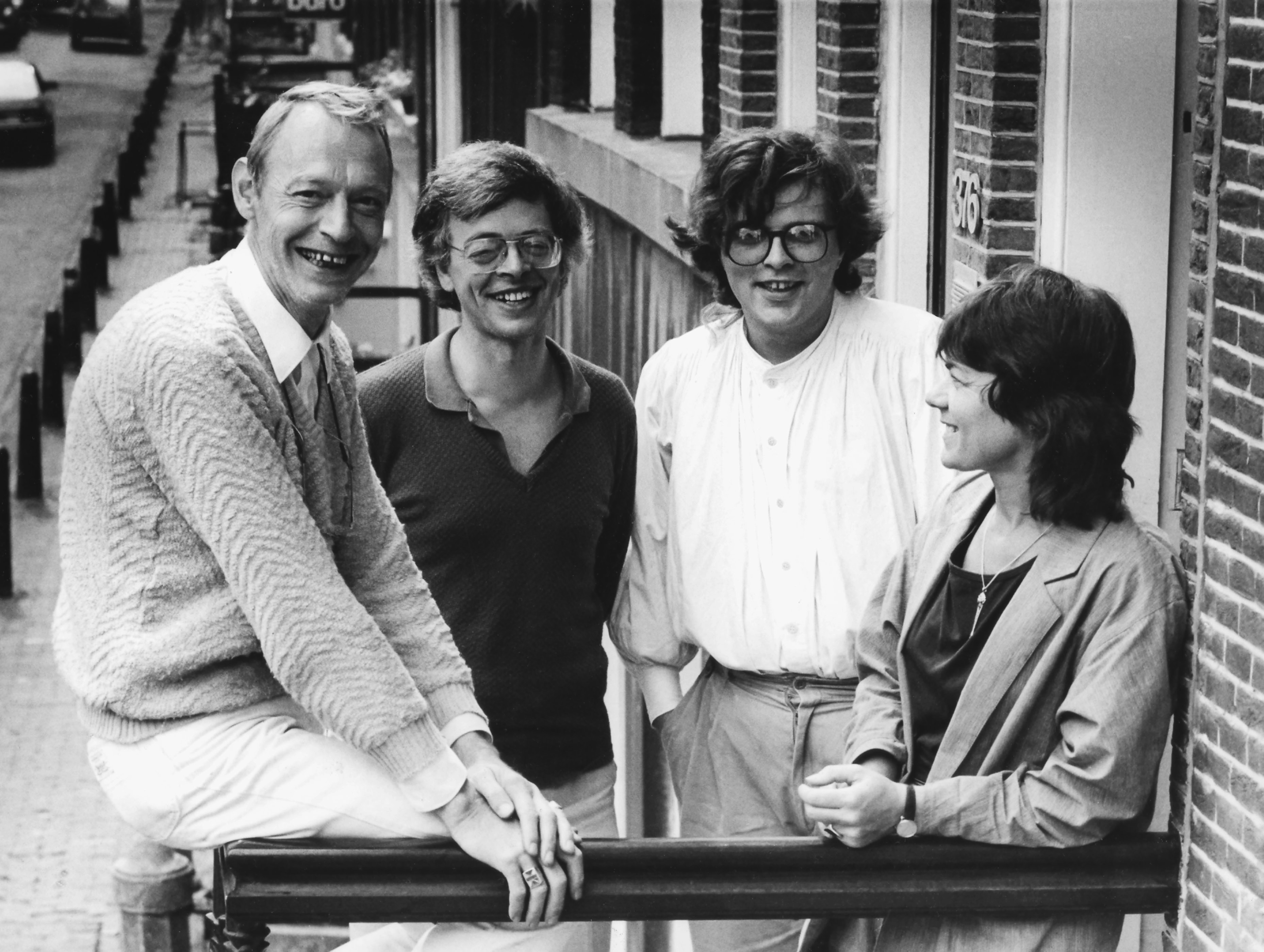
Simon Vinkenoog met de redactie van Bres

### Discografie
- 1960 - Stem uit de groef
- 2006 - Ja! (met Spinvis)
- 2008 - Ritmebox (met Spinvis)

## Varia

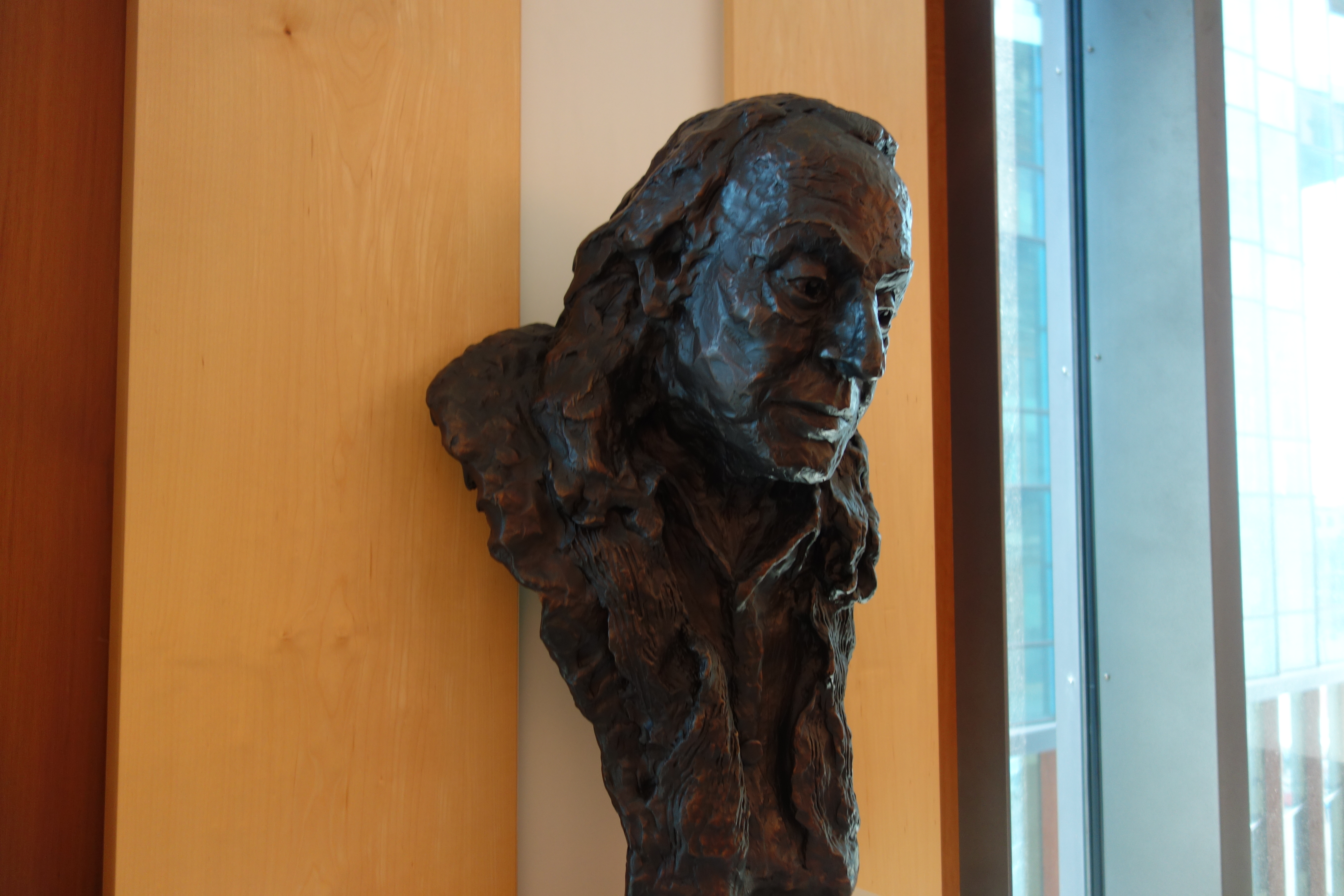
Beeld van Vinkenoog door Jeroen Spijker (OBA)

- Jules Deelder noemt "Simon V. te A." regelmatig in anekdotes. Zo waren Vinkenoog en Deelder in Berlijn, toen Deelder de finale Nederland - Argentinië van het wereldkampioenschap voetbal 1978 bekeek, "daarbij gehinderd door een irritante, zogenaamd deskundige Nederlandse filmregisseur", die de wedstrijd van commentaar voorzag. Op een belangrijk spelmoment kwam Vinkenoog, zwaar onder invloed van hallucinogene drugs, "fladderend" de kamer binnen, trok de stekker van het televisietoestel uit het stopcontact en droeg voor: Adem even in, adem even uit. Adam Eva in, Adam Eva uit. Dit tot woede van de filmregisseur, die Vinkenoog "naar de strot vloog".[10]
- In Ik Jan Cremer II wordt Simon Vinkenoog aangeduid als "de ongebakken deegsliert".
- Bij de stichting Eenzame Uitvaart was Vinkenoog sinds 2002 een van de "dichters van dienst". Hij droeg op verzoek van de gemeente een gedicht voor bij een uitvaart van overledenen, "waar anders niemand en niemand anders hun uitvaart zou bezoeken".[11]
- In 2004 werd hij gekozen tot "Dichter des Vaderlands ad interim", maar dit werd door de initiatiefnemers NRC Handelsblad, NPS en Poetry International niet erkend.
- Bij de Tweede Kamerverkiezingen 2006 was Vinkenoog lijstduwer voor de partij Groen Vrij!, die legalisatie van cannabis propageerde. Dit leidde niet tot een Kamerzetel, maar leverde hem wel de bijnaam "wietambassadeur" op.